# Museo di Bali
Il museo di Bali contiene reperti e documenti storici dell'isola e si trova nella capitale Denpasar.

## Sede
L'edificio fu progettato dall'architetto olandese Peter Adriaan Jacobus Moojen (1879-1955) nel 1931 per contenere l'arte autoctona del luogo. 
Il museo fu costruito sullo stesso modello del palazzo reale di Denpasar andato in fiamme nel 1906. In stile balinese, il museo si suddivide in 4 padiglioni circondati da ampi giardini e cortili.

## Collezione
- Tessuti e i batik del villaggio di Buleleng.
- Gioielli del villaggio di Celuk.
- Sculture ed i dipinti di Karangasem.
- Strumenti musicali e maschere di Tabanan
- Reperti archeologici provenienti da Timur.

## Galleria d'immagini

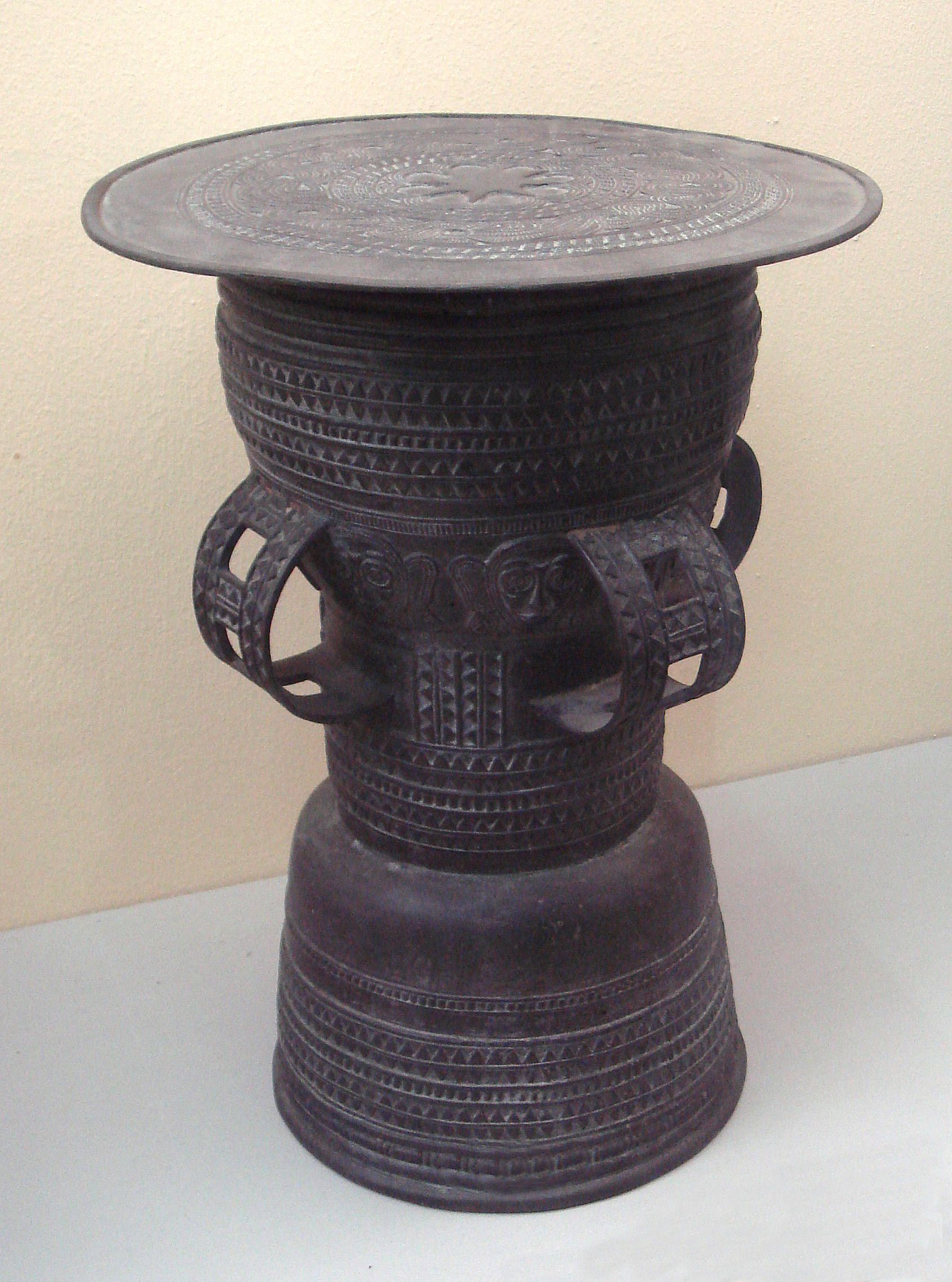
Tamburello cerimoniale.
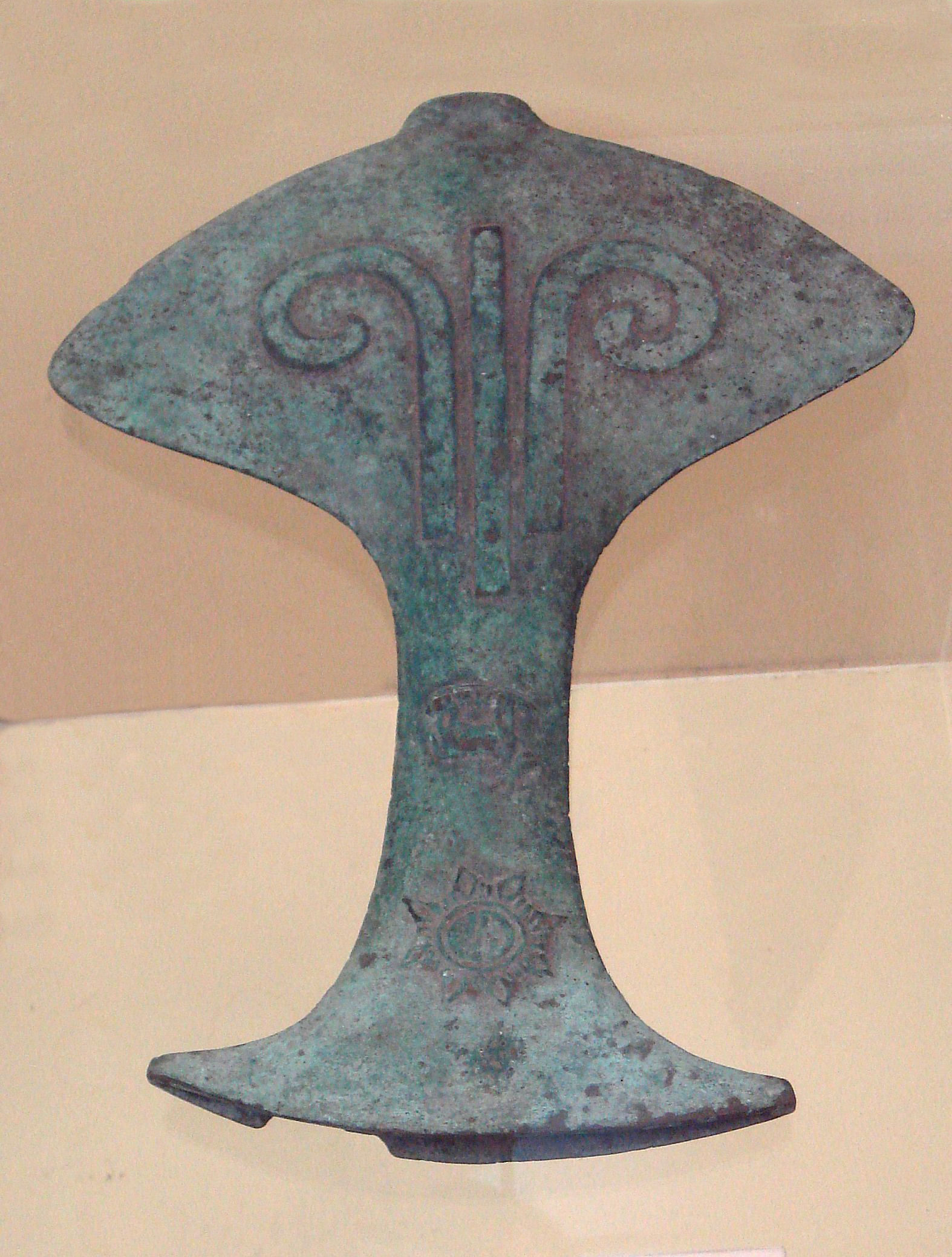
Reperto dell'età del bronzo.
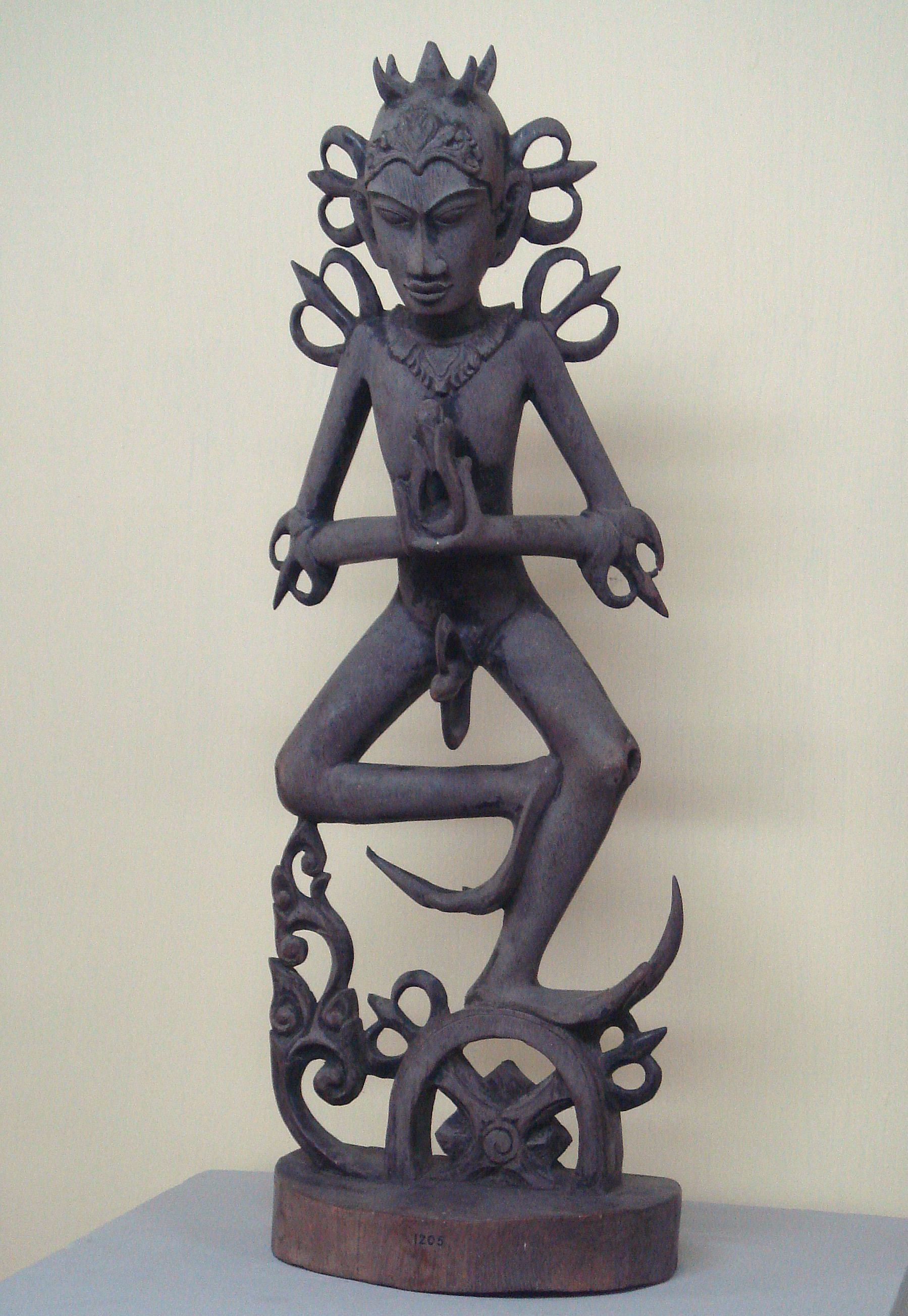
Statuetta del dio Acintya.